# Léon II de Gaète
Léon II de Gaète fut brièvement  Duc de Gaète au début de 1042. Il est le dernier duc de la famille locale des  Docibilis. Son père était le  magnificus Docibilis, un petit-fils du duc Grégoire. son frère, Hugues, était comte de Suio.
Gaète se trouvait sous le contrôle de la principauté lombarde de  Capoue depuis 1032, et en 1040 elle reconnaissait la suzeraineté du Prince Guaimar IV de Salerne. Léon met à profit une révolte locale contre la souveraineté lombarde et prend la tête du mouvement. Dans son premier acte officiel il accorde des donations  aux membres de la puissante famille Kampuli « en échange de leurs services ». Ces services sont vraisemblablement liés à leur appui lors de sa prise de pouvoir. Un seul autre acte de  Léon II subsiste. À la fin de 1042, Guaimar a réussi à imposer son propre candidat comme  duc sur le trône de Gaète, l'aventurier normand Rainulf.
Léon était marié à une  senatrix nommée Théodora. Son nom et son titre suggère qu'elle était d’origine romaine peut-être de la famille des  Crescentius. Elle avait un fils nommé Pierre. Léon eut au moins trois fils : Raynerius, qui succède à son oncle comme comte de  Suio; Docibilis; et un autre Léon, qui sera élu évêque de  Gaète en 1049/50.,

## Sources
- (en) Cet article est partiellement ou en totalité issu de l’article de Wikipédia en anglais intitulé « Leo II of Gaeta » (voir la liste des auteurs).
- (en) Herbert Bloch, Monte Cassino in the Middle Ages, vol. I (Parts I–III), Harvard University Press, 1986, 1576 p. (ISBN 978-0-674-58655-0, lire en ligne)
- (en) Patricia Skinner (historienne), Family Power in Southern Italy : The Duchy of Gaeta and Its Neighbours, 850–1139, Cambridge University Press, 1995, 340 p. (ISBN 978-0-521-52205-2, lire en ligne)